# Élections municipales québécoises de 1994
Les élections municipales québécoises de 1994 sont les scrutins tenus le 6 novembre 1994 dans certaines municipalités du Québec. Elles permettent de déterminer les maires et/ou les conseillers de ces municipalités.
Les élections ont notamment lieu à Montréal, Cowansville et Magog.